# 陽湖派
陽湖派，清代文學流派，代表人物是惲敬、張惠言。得名于常州府阳湖县。
陽湖派主張大抵與桐城派相同，只是他們一面作古文，同時又喜作駢文；其次他們除取法五經之外，也兼取諸子與史書。